# 南アフリカの副大統領
南アフリカの副大統領（みなみアフリカのふくだいとうりょう、アフリカーンス語: Adjunkpresident van Suid-Afrika、ズールー語: iPhini likaMengameli waseNingizimu Afrika、英語: Deputy President of South Africa）は、南アフリカ共和国の行政府を代表する第2位の官職である。南アフリカ共和国憲法によって、「大統領による行政府の執政を補佐する」と定められている。また、大統領の欠員時には後任の大統領が選出されるまで大統領代行を務める。
副大統領の任期は法律で定められておらず、大統領による指名を受け、議会で宣誓をした時点で任期開始となる。
任期の終了は憲法によって次の通り定められている。それは、大統領による解任、下院による不信任案の可決、選出された次期副大統領の就任である。また、憲法には明示されていないが、副大統領本人による辞任表明によっても任期が終了する。

## 非公式の職務
非公式の職務については大統領と副大統領の関係性によって変化するが、主に以下のものが含まれる。
- 執政方針についての報道官
- 大統領に対する助言
- 大統領不在時（外遊を含む）の代理

## 歴代南アフリカ共和国副大統領の一覧
所属政党：
| 代 | 氏名                                                        | 氏名 | 就任日        | 退任日        | 大統領             | 所属政党                 |
| -- | ----------------------------------------------------------- | ---- | ------------- | ------------- | ------------------ | ------------------------ |
| 1  | フレデリック・ウィレム・デクラーク Frederik Willem de Klerk |      | 1994年5月10日 | 1996年6月30日 | ネルソン・マンデラ | 国民党 （NP）            |
| 2  | タボ・ムベキ Thabo Mvuyelwa Mbeki                           |      | 1996年6月30日 | 1999年6月16日 | ネルソン・マンデラ | アフリカ民族会議 （ANC） |
| 3  | ジェイコブ・ズマ Jacob Zuma                                 |      | 1999年6月16日 | 2005年6月14日 | タボ・ムベキ       | アフリカ民族会議 （ANC） |
| 4  | プムズィレ・ムランボ＝ヌクカ Phumzile Mlambo-Ngcuka         |      | 2005年6月14日 | 2008年9月23日 | タボ・ムベキ       | アフリカ民族会議 （ANC） |
| 5  | バレカ・ムベテ Baleka Mbete                                 |      | 2008年9月23日 | 2009年5月2日  | カレマ・モトランテ | アフリカ民族会議 （ANC） |
| 6  | カレマ・モトランテ Kgalema Petrus Motlanthe                 |      | 2009年5月2日  | 2014年5月26日 | ジェイコブ・ズマ   | アフリカ民族会議 （ANC） |
| 7  | シリル・ラマポーザ Cyril Ramaphosa                          |      | 2014年5月26日 | 2018年2月15日 | ジェイコブ・ズマ   | アフリカ民族会議 （ANC） |
| 8  | デイヴィッド・マブザ David Mabuza                           |      | 2018年2月15日 | 2023年2月28日 | シリル・ラマポーザ | アフリカ民族会議 （ANC） |
| 8  | ポール・マシャティル Paul Mashatile                         |      | 2023年3月7日  | （現職）      | シリル・ラマポーザ | アフリカ民族会議 （ANC） |